# Lake Geneva (Wisconsin)

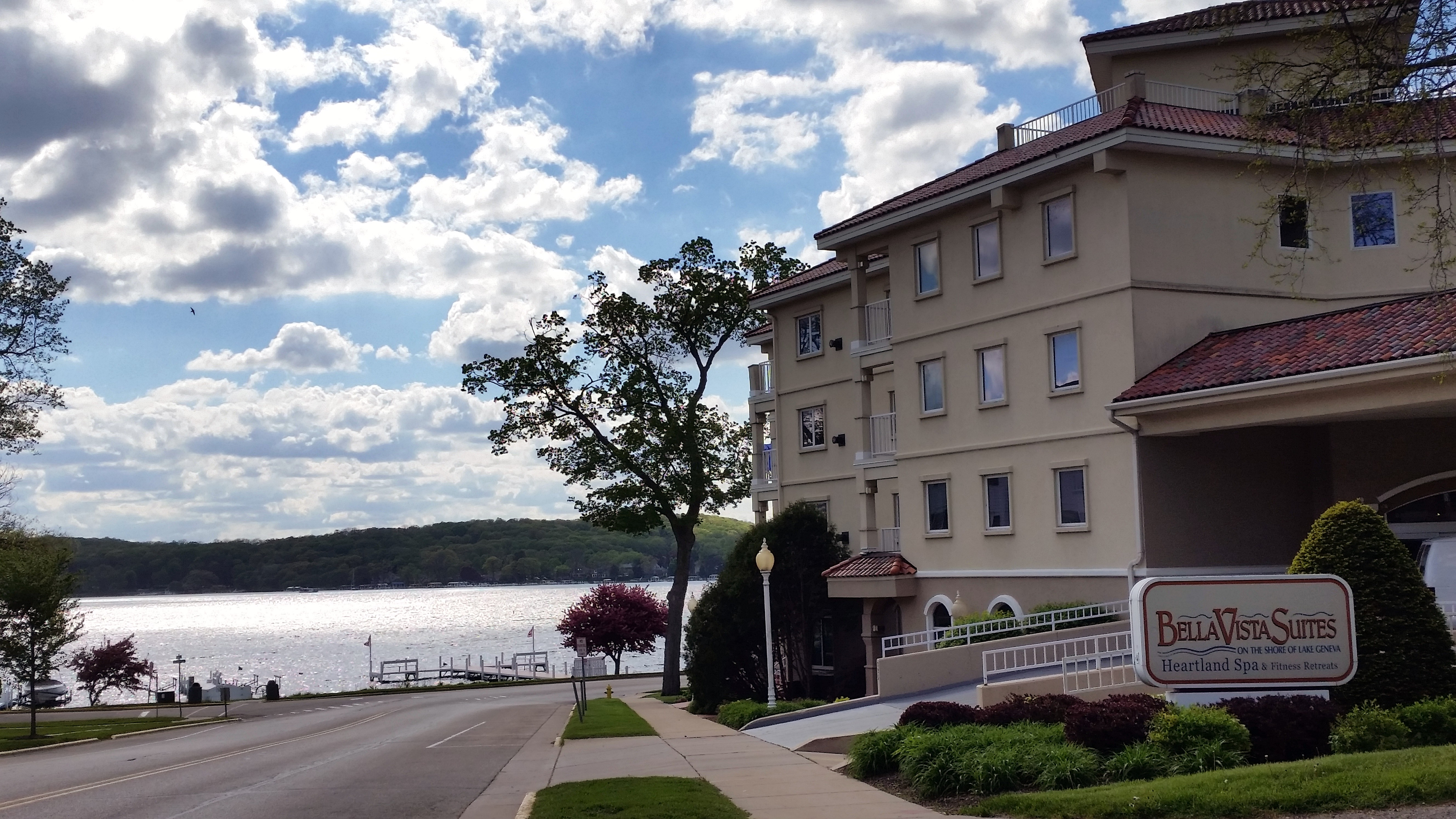

Lake Geneva es una ciudad situada en el condado de Walworth, Wisconsin, Estados Unidos. Tiene una población estimada, a mediados de 2023, de 8684 habitantes.

## Geografía
La localidad está ubicada en las coordenadas 42°35′00″N 88°25′42″O / 42.58333, -88.42833 (42.583346, -88.428454). Según la Oficina del Censo, tiene una superficie total de 17.78 km², de los cuales 17.76 km² corresponden a tierra firme y 0.02 km² están cubiertos de agua.

## Demografía
Según el censo de 2020, en ese momento había 8277 personas residiendo en la localidad. La densidad de población era de 466.05 hab./km². El 81.56 % de los habitantes eran blancos, el 0.70 % eran afroamericanos, el 0.35 % eran amerindios, el 1.67 % eran asiáticos, el 5.97 % eran de otras razas y el 9.75 % eran de una mezcla de razas. Del total de la población, el 15.56 % eran hispanos o latinos de cualquier raza.